# André Comte-Sponville
Andre Comte-Sponville er en fransk filosof, der er født den 12. marts 1952.
Han er især kendt for at ville overvinde den traditionelle ateismes materialisme. I den forbindelse har han fremført en spirituel ateisme. Denne kom især til udtryk med bogen L'esprit de l'athéisme fra 2006.

## Sekundærlitteratur
- Olesen, Søren Gosvig. "Tro, håb, kærlighed. En kierkegaardsk kommentar til André Comte-Sponvilles etik." Magasin fra Det Kongelige Bibliotek 12.4: 18-26.